# Titi Tsira
| Titi Tsira                                | Titi Tsira                                |
| Kattints az alábbi külső linkek egyikére! | Kattints az alábbi külső linkek egyikére! |
| ----------------------------------------- | ----------------------------------------- |
| Nem található szabad kép.(?)              |                                           |
| külső link · jogvédett                    | Titi Tsira                                |

Titi Tsira (Gugulethu, Fokváros Dél-afrikai Köztársaság, 1990. augusztus 15. –) dél-afrikai énekesnő, a Playing for Change állandó tagja.
Gugulethuból, Fokváros egyik külvárosában származik. Édesanyja színésznő volt, apja énekes, így korán kezdett zenével foglalkozni. Sikeressé vált zenekari tagként és szólistaként is. Miriam Makeba és Aretha Franklin követője. Szólóénekesként és különböző zenekarok tagjaként is sikeres karriert futott be. 2009 óta a Playing for Change együttessel járja a világot.

## Lemezek
- 2010: Passion
- 2014: Passion
- 2015: Playing For Change 3.